# Ichneumon lotorius
Ichneumon lotorius là một loài tò vò trong họ Ichneumonidae.